# Phaonia qingheensis
Phaonia qingheensis är en tvåvingeart som beskrevs av Xue 1984. Phaonia qingheensis ingår i släktet Phaonia och familjen husflugor. Inga underarter finns listade i Catalogue of Life.